# Rottenacker
Rottenacker es un pueblo en el sudeste de Alemania, situado al lado del rio Danubio. En 1817, uno de los habitantes del pueblo, por razones religiosas, emigró a los Estados Unidos y fundó la comunidad religiosa de Zoar, en la que vivían en una comunidad de bienes. La comunidad de Zoar fue uno de los más fascinantes proyectos sociales del siglo XIX en los Estados Unidos. 
Friedrich Engels, que tradujo un artículo inglés sobre Zoar al alemán, quedó muy impresionado por las ideas de la comunidad de bienes que influyen el Manifiesto Comunista publicado en 1848.